# Atlapetes luteoviridis
Atlapetes luteoviridis é uma espécie de ave da família Passerellidae. É uma ave endêmica no Panamá.
Seu habitat natural são regiões subtropicais ou tropicais húmidas. Está ameaçada por perda de habitat.